# Abeurador de mascota

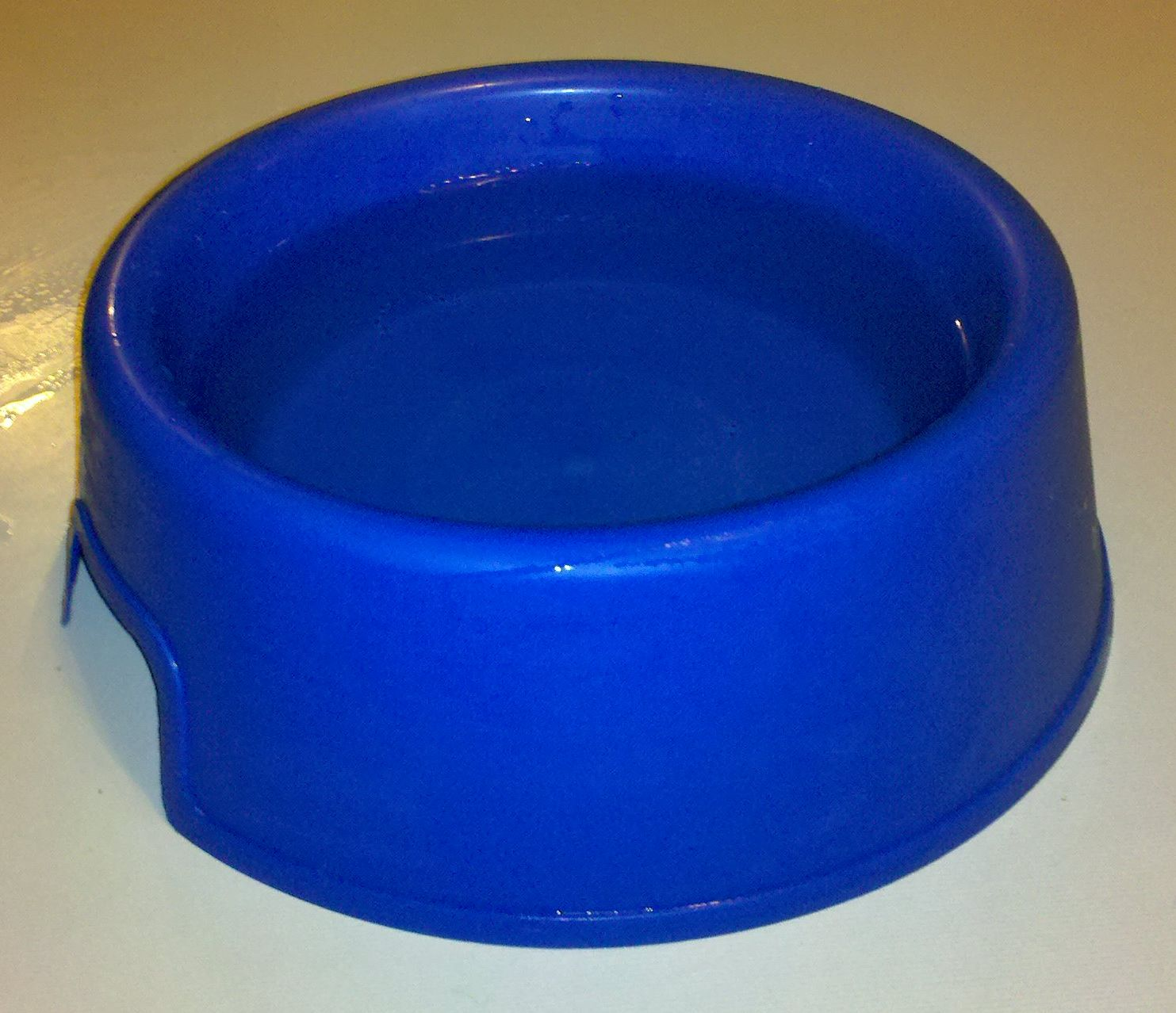
Abeurador

Un abeurador de mascota és un recipient que permet contenir aigua perquè hi puguin beure els animals domèstics.
Els abeuradors s'utilitzen per posar líquids i, a vegades, aliments a disposició de les mascotes. Hi ha recipients de diferents tipus i volums en funció de la grandària i les característiques de l'animal. Els abeuradors d'aus es pengen a l'exterior de la gàbia i consisteixen en recipients de plàstic amb una obertura a la base formant un petit bol perquè beguin.
Els gats i gossos més petits utilitzen bols de plàstic o metall que es col·loquen a terra al costat de la menjadora. Quan són de més capacitat o s'han de situar a l'exterior de l'habitatge, s'acostumen a fabricar en alumini o acer inoxidable per a evitar-ne la ràpida deterioració.

## Tipus d'abeuradors de mascota

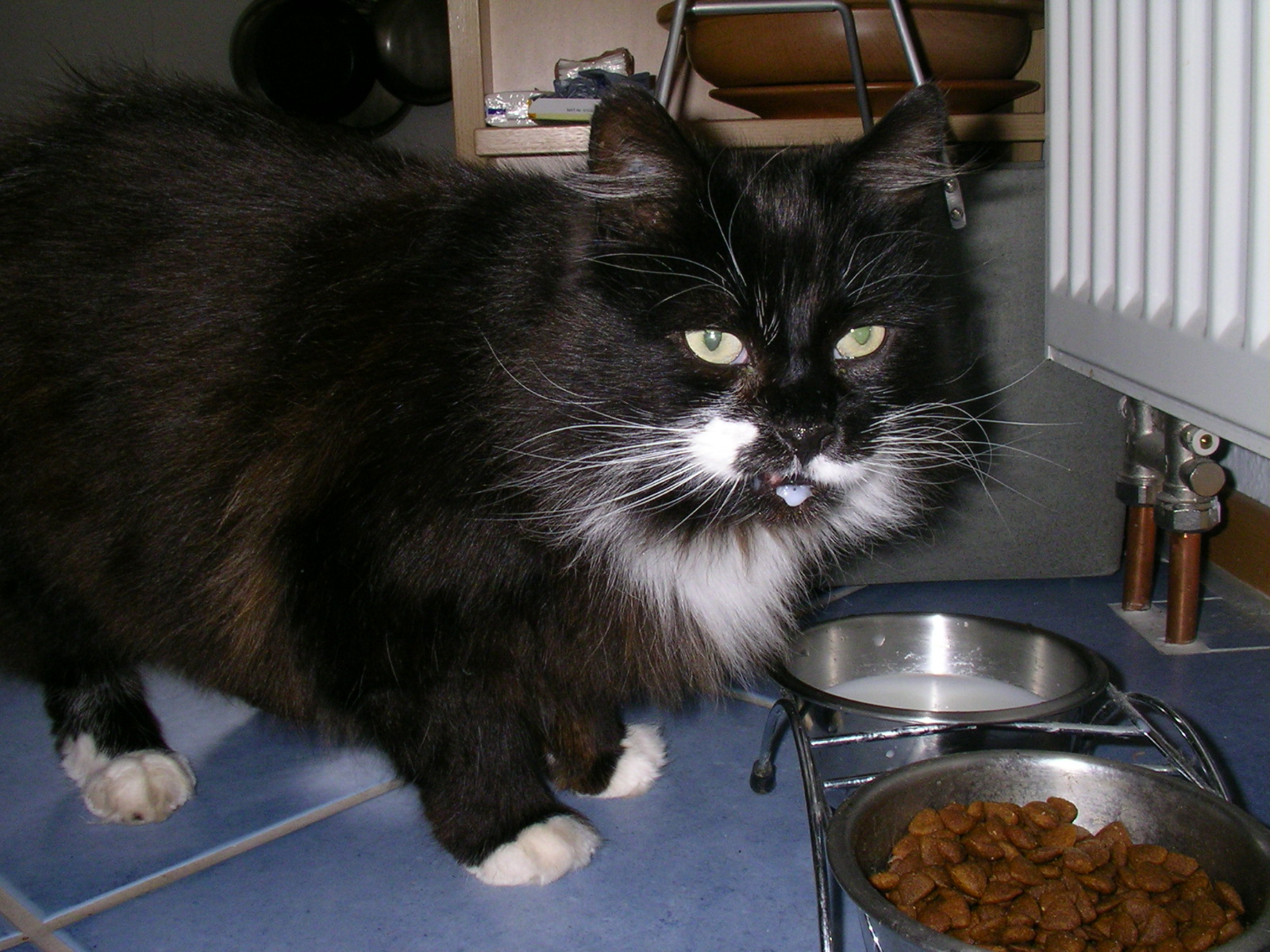
Menjadora i abeurador de gat

El tipus més elemental d'abeurador és un recipient ample i baix que s'omple d'aigua manualment.
Existeixen altres sistemes que permeten un subministrament d'aigua continu, com ara:
- Els que disposen d'un dipòsit de metall o plàstic de capacitat variable unit al plat per un tub o orifici. El plat té així aigua de forma permanent fins a buidar el dipòsit. Aquest tipus de recipients han estat dissenyats per a gossos de races grans o gegants. D'aquesta ampolla surt una mànega cap a una safata inferior on el gos podrà saciar la seva set. Per norma general, podrem accedir als dipòsits sense necessitat de moure per beure. D'aquesta manera, el gos sempre disposarà d'aigua neta i fresca.
- Els abeuradors automàtics que estan connectats a la instal·lació d'aigua i permeten un subministrament continu. Consten d'una boia que regula el nivell d'aigua dins el recipient detenint el flux quan arriba a una altura determinada.[4] Són abeuradors semblants a aquells amb dipòsit però de mida considerablement menor. En estar dissenyat per a gossos petits, les mascotes podran disposar d'aigua fresca durant dies.
- Els autodispensadors on els mateixos animals són els que dispensen l'aigua segons la seva necessitat. En aquest cas, els abeuradors consten d'una palanca que l'animal prem amb el morro per aconseguir que surt l'aigua que cau sobre un recipient on poder beure. Estan dissenyats per a mascotes de grans dimensions.
- Els abeuradors alçats estan pensats per a mascotes de mida considerable. Ajuden a que el gos tingui menys gasos a l'hora de menjar o beure. A més, donada la tendència a patir torsions gàstriques com més grans són, per a gossos de raça gran és millor aquest tipus d'abeurador.[5]

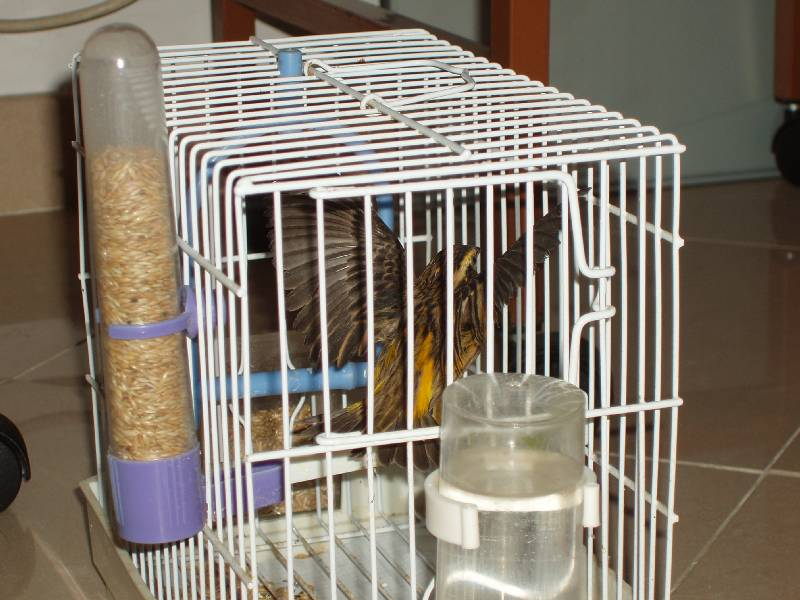
Gàbia amb abeurador
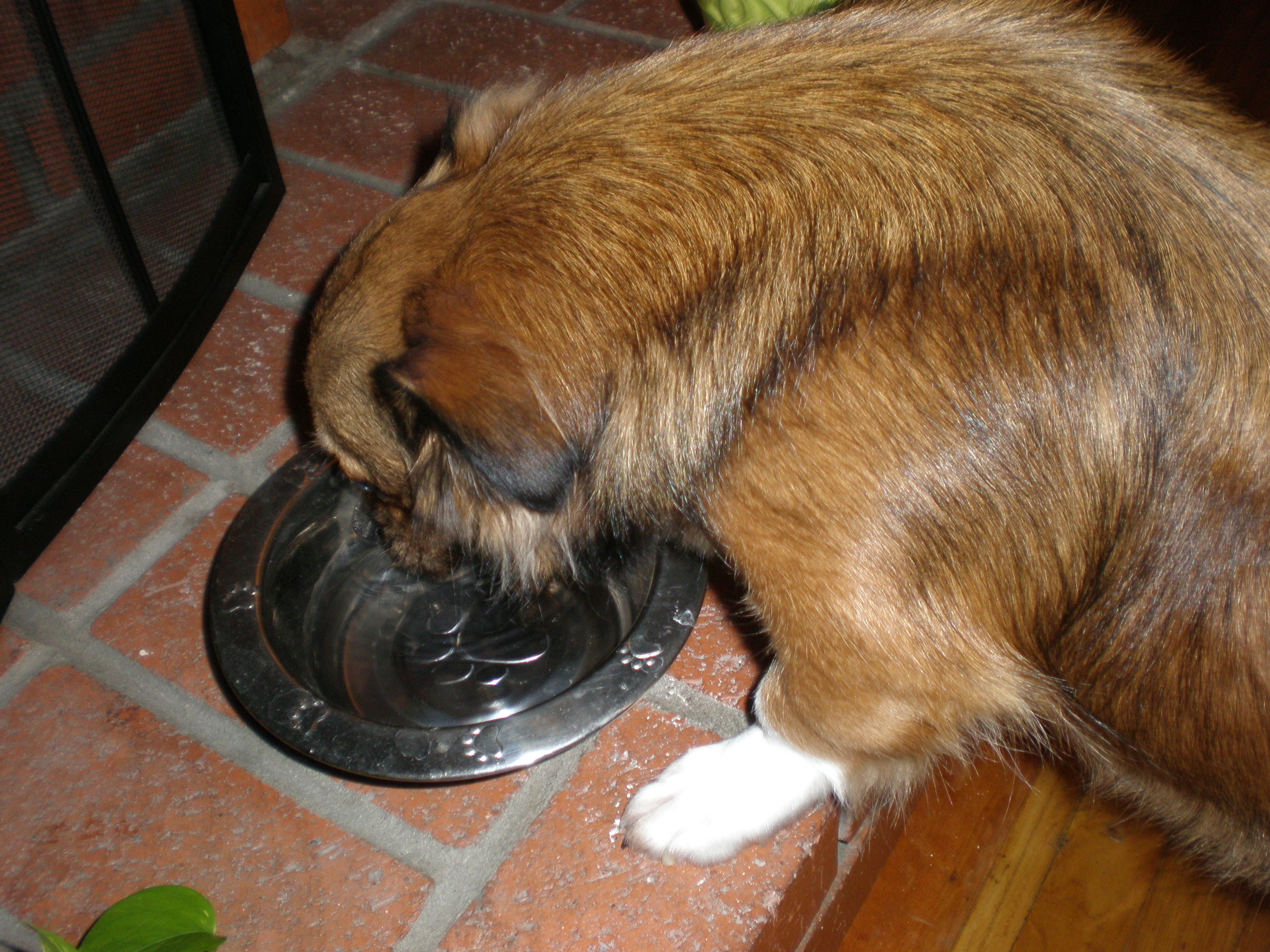
Gos amb abeurador
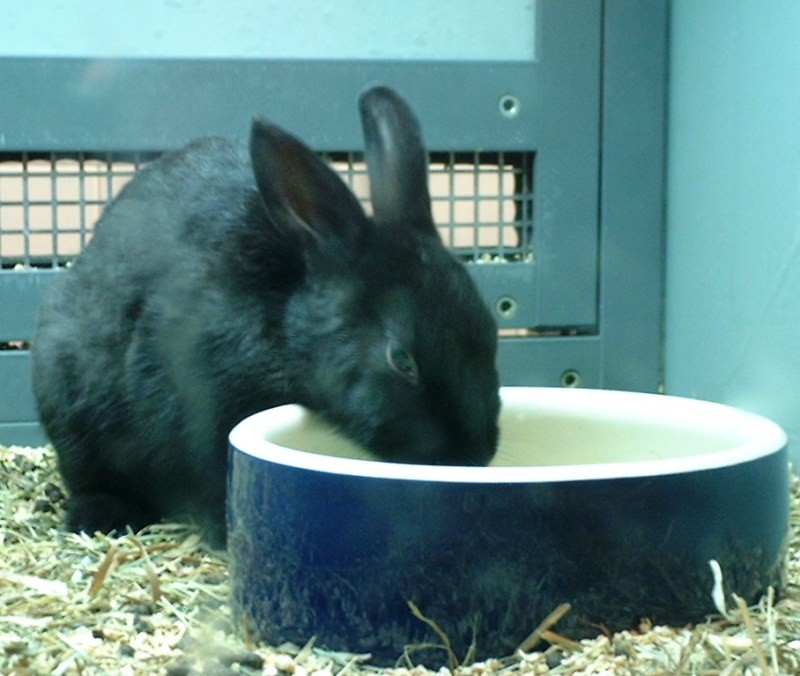
Conill bevent
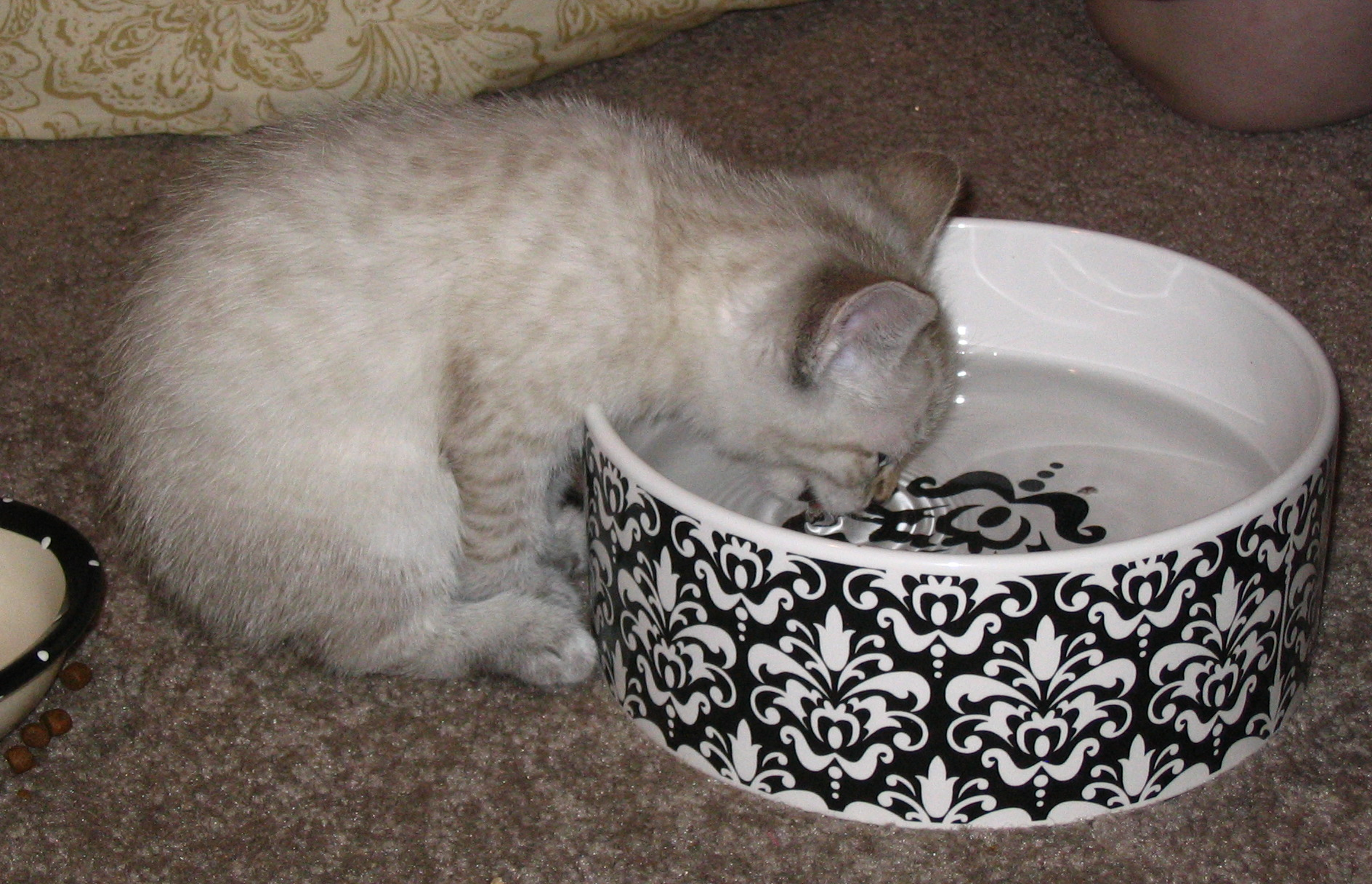
Gat bevent d'un bol